# Гундлах, Свен Гуидович
Свен Гуидович Гундлах (25 мая 1959, Москва — 14 декабря 2020, там же) — российский художник, поэт, музыкант, один из основателей арт-группы «Мухоморы» и рок-группы «Среднерусская возвышенность».

## Биография
Учился в московской «французской» спецшколе № 16, где его одноклассником был Алексей Тарханов. Позже вместе со своими бывшими одноклассниками Владимиром Кара-Мурзой, Сергеем Мироненко, Владимиром Мироненко, а также примкнувшим к ним Константином Звездочетовым и Алексеем Каменским в 1978 году создал арт-группу «Мухомор».
Армянская и шведская кровь не мешали ему быть бесконечно русским, московским человеком.Сергей Мироненко, https://www.kommersant.ru/doc/4615384
Окончил Московский полиграфический институт.
В XXI веке искусством не занимался:
Желание порвать с современным искусством возникло, когда в Кёльне галерейщик продавал мою работу коллекционеру. Я вдруг понял, что он продаёт не работу, а историю вокруг неё: «Русский художник, сидел в тюрьме за антисоветские акции, сумасшедший…» — продажа на дегенеративном уровне (2006).

Работал в собственной консалтинговой фирме.
В 2009 году выступал одним из руководителей сетевого энциклопедического проекта «Руниверс».
15 декабря 2020 года умер в Москве от COVID-19.

## Рок-группа «Среднерусская возвышенность»
Группа была создана в 1986 году художниками Свеном Гундлахом, Николой Овчинниковым, Никитой Алексеевым и другими. Придумавшие этот арт-проект художники-концептуалисты заведомо объявляли себя группой симулятивного рока, но, к их изумлению, группу «Среднерусская возвышенность» прогрессивная музыкальная общественность восприняла всерьёз.